# Huércanos
Huércanos és un municipi de la Rioja, a la regió de la Rioja Alta, 

## Història
Se'n fa referència en una acta matrimonial entre Iñigo Ortiz de Zúñiga i Juana, filla bastarda del rei Carles III de Navarra, de 8 de març de 1396, en la que el pare del nuvi dotà al seu fill amb diverses localitats, entre elles Baños de Rioja, Bobadilla, Clavijo i Huércanos.